# مورغان أندرسن
مورغان أندرسن (بالنرويجية البوكمول: Morgan Andersen)‏ هو لاعب هوكي الجليد ولاعب كرة قدم نرويجي، ولد في 7 أبريل 1966 في أوسلو في النرويج. لعب مع Mora IK ‏.

## وصلات خارجية
- مورغان أندرسن على موقع أوليمبيديا (الإنجليزية)